# Vitrimont
Vitrimont település Franciaországban, Meurthe-et-Moselle megyében. Lakosainak száma 387 fő (2022. január 1.). Vitrimont Anthelupt, Blainville-sur-l’Eau, Damelevières, Deuxville, Lunéville, Mont-sur-Meurthe és Rehainviller községekkel határos.

## Népesség
A település népessége az elmúlt években az alábbi módon változott:
| Lakosok száma | 208  | 307  | 324  | 363  | 402  | 403  | 401  | 395  | 393  | 387  |
|               | 1968 | 1982 | 1990 | 2006 | 2013 | 2015 | 2017 | 2019 | 2020 | 2022 |